# Eddie Pearson
Edward „Eddie“ Pearson (* 1928 in Yorkshire, England, Vereinigtes Königreich; † 29. September 1978 Atlanta, Georgia, Vereinigte Staaten) war ein englischer Fußballschiedsrichter, der seine Karriere als Schiedsrichter in England begann, ehe er im Jahre 1967 in die Vereinigten Staaten kam und dort seine Laufbahn fortsetzte. Im Jahre 1990 wurde er posthum in der Kategorie „Funktionär“ in die National Soccer Hall of Fame aufgenommen. Nach ihm ist der seit 1979 jährlich vergebene Eddie-Pearson-Award benannt, der an Schiedsrichter vergeben wird, die maßgeblichen Anteil am landesweiten Ausbildungssystem im US-Schiedsrichterwesen haben.

## Leben und Karriere
Eddie Pearson wurde im Jahre 1928 in der Grafschaft Yorkshire in Nordengland geboren und begann zuerst eine Laufbahn als Fußballspieler. So war er unter anderem Mannschaftskapitän der Herrenfußballmannschaft am Doncaster College in Doncaster in der Grafschaft South Yorkshire, ehe er eine Karriere als Fußballschiedsrichter bei der Football Association begann. Nach Jahren im englischen Fußball wechselte er im Jahre 1967 in die Vereinigten Staaten, wo er als Schiedsrichter von der National Professional Soccer League (NPSL) aufgenommen wurde. Ein Jahr später wurde er zum Chef-Schiedsrichter der Liga ernannt und stieg im Jahre 1973, nach dem er seine Karriere als Aktiver beendet hatte, zum Direktor der Schiedsrichter der NPSL auf. Dieses Amt hielt er daraufhin schließlich bis zu seinem frühen Tod im Jahre 1978. Vor ihm war der Schotte Sir George Graham für die Schiedsrichter der Liga verantwortlich. 1974 wurde er zum Schiedsrichterausbilder für Nord- und Zentralamerika, sowie die Karibik bestellt und bildete in dieser Zeit zahlreiche FIFA-Schiedsrichter und bekannte Spielleiter aus. Später half er auch maßgeblich an der Entwicklung des Schiedsrichterausbildungssystems der Georgia State Soccer Association und der United States Soccer Federation. Zu seinen Ehren wurde der seit 1979 jährlich vergebene Eddie-Pearson-Award nach ihm benannt, der an Schiedsrichter vergeben wird, die maßgeblichen Anteil am landesweiten Ausbildungssystem im US-Schiedsrichterwesen haben. Am 29. September 1978 verstarb Pearson 50-jährig bei einem unverschuldeten Verkehrsunfall in Atlanta, der Hauptstadt und größten Stadt des US-Bundesstaates Georgia. Sein Amt als Schiedsrichter-Direktor der Liga übernahm Don Byron, der in weiterer Folge eine integrale Figur in der Computerisierung des Schiedsrichterprogramms war.